# Santiago Luis Copello

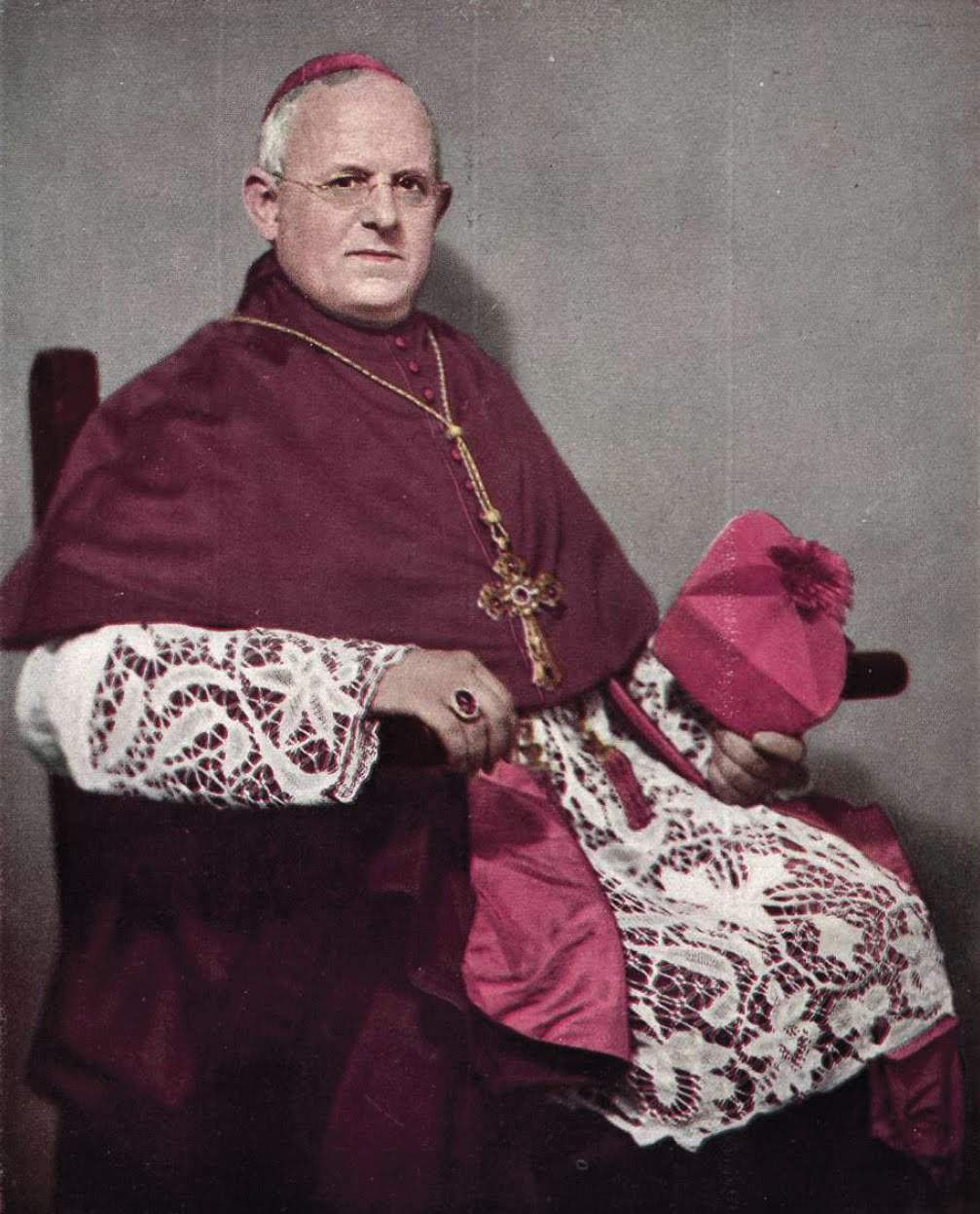
Erzbischof Santiago Luis Copello (vor 1936)

Santiago Luis Kardinal Copello (* 7. Januar 1880 in San Isidro (Buenos Aires), Argentinien; † 9. Februar 1967 in Rom) war Erzbischof von Buenos Aires.

## Leben
Santiago Luis Copello erhielt seine theologische und philosophische Ausbildung im Priesterseminar von La Plata und an der Päpstlichen Universität Gregoriana in Rom. Er empfing am 28. Oktober 1902 das Sakrament der Priesterweihe und arbeitete anschließend als Seelsorger in verschiedenen Gemeinden des Erzbistums La Plata.
Am 8. November 1918 ernannte ihn Papst Benedikt XV. zum Titularbischof von Aulon und Weihbischof in La Plata. Die Bischofsweihe spendete ihm der Bischof von La Plata, Juan Nepomuceno Terrero y Escalada, am 30. März des folgenden Jahres. Mitkonsekratoren waren Weihbischof Francisco Alberti aus Buenos Aires und der Bischof von San Juan de Cuyo, José Américo Orzali.
Papst Pius XI. ernannte ihn am 15. Mai 1928 zum Weihbischof in Buenos Aires. Im gleichen Jahr übernahm Santiago Luis Copello als Generalvikar die Leitung der Verwaltung des Erzbistums Buenos Aires und wurde Militärvikar von Argentinien.

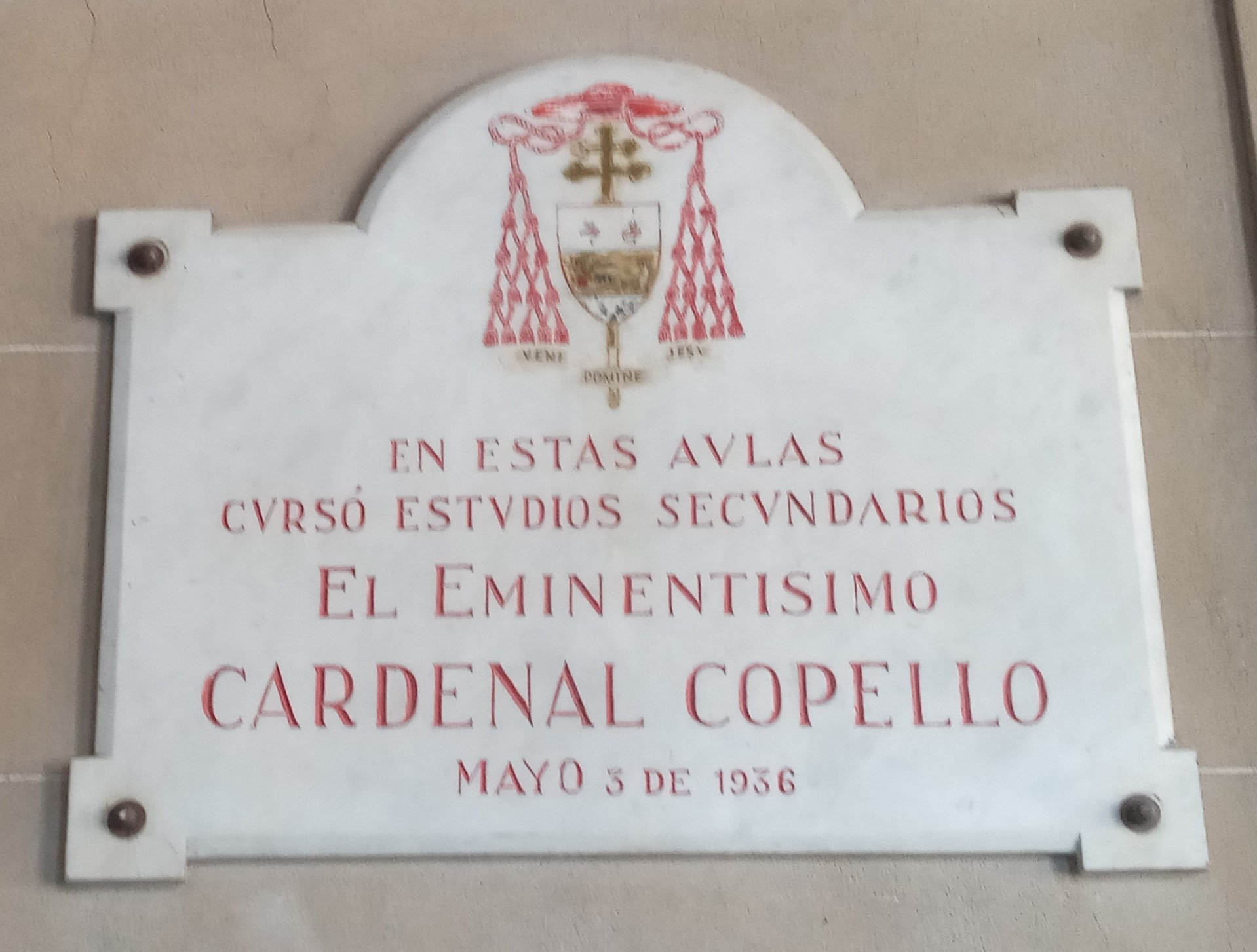
Gedenkplatte an Kardinal Copello mit seinem Wappen (1936)

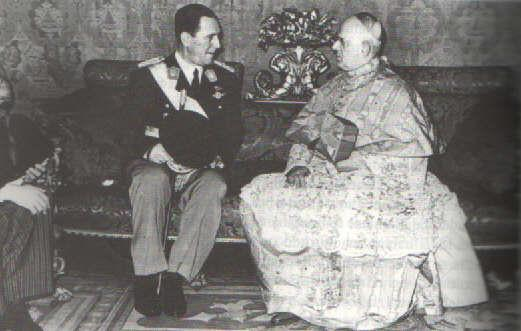
Kardinal Copello mit Präsident Juan Perón (links), Oktober 1949

Am 20. Oktober 1932 wurde er zum Erzbischof von Buenos Aires ernannt und am 18. Dezember desselben Jahres in das Amt eingeführt. Am 16. Dezember 1935 nahm ihn Pius XI. als Kardinalpriester mit der Titelkirche San Girolamo dei Croati (degli Schiavoni) in das Kardinalskollegium auf. Copello war der erste argentinische Kardinal. 1936 verlieh der Papst ihm zudem den Titel des Primas von Argentinien.
Santiago Luis Kardinal Copello vertrat den Papst bei zahlreichen Feierlichkeiten als päpstlicher Legat. Als sich im Jahre 1955 die Spannungen zwischen dem Peronistischen Regime und der Kirche verschärften, verließ Santiago Luis Kardinal Copello Argentinien und wurde Kurienkardinal. Er nahm 1958 und 1963 am Konklave teil. Papst Johannes XXIII. nahm am 25. März 1959 seinen Verzicht auf das Erzbistum Buenos Aires an und ernannte ihn zum Kanzler der Heiligen Römischen Kirche; am 14. Dezember desselben Jahres wurde er zum Kardinalpriester mit der Titelkirche San Lorenzo in Damaso ernannt.
In den Jahren 1962 bis 1965 nahm er am Zweiten Vatikanischen Konzil teil. Santiago Luis Kardinal Copello starb am 9. Februar 1967 in Rom und wurde in der Kathedrale von Buenos Aires bestattet.